# Municipio de St. Martin
El municipio de St. Martin (en inglés: St. Martin Township) es un municipio ubicado en el condado de Stearns en el estado estadounidense de Minnesota. En el año 2010 tenía una población de 545 habitantes y una densidad poblacional de 6,06 personas por km².

## Geografía
El municipio de St. Martin se encuentra ubicado en las coordenadas 45°32′43″N 94°41′57″O / 45.54528, -94.69917. Según la Oficina del Censo de los Estados Unidos, el municipio tiene una superficie total de 89.9 km², de la cual 89,3 km² corresponden a tierra firme y (0,67 %) 0,6 km² es agua.

## Demografía
Según el censo de 2010, había 545 personas residiendo en el municipio de St. Martin. La densidad de población era de 6,06 hab./km². De los 545 habitantes, el municipio de St. Martin estaba compuesto por el 97,8 % blancos, el 1,83 % eran de otras razas y el 0,37 % eran de una mezcla de razas. Del total de la población el 2,2 % eran hispanos o latinos de cualquier raza.